# دومينيك غرين
دومينيك غرين (بالإنجليزية: Dominic Green)‏ (5 يوليو 1989 في المملكة المتحدة - ) هو لاعب كرة قدم بريطاني في مركز الوسط. لعب مع إبسفليت يونايتد وتونبريدج أنغلز وروشدين ودايموندز وسانت نيوتس تاون ونادي بيتربورو يونايتد ونادي تشيسترفيلد ونادي دارتفورد وThurrock F.C. ‏ وداغنهام وريدبريدج ونادي وايتهوك.

## وصلات خارجية
- دومينيك غرين على موقع قاعدة بيانات كرة القدم.إي يو (الإنجليزية)
- دومينيك غرين على موقع Soccerbase.com (لاعب) (الإنجليزية)
- دومينيك غرين على موقع Soccerway.com (الإنجليزية)